# Alcazar: The Forgotten Fortress
Alcazar: The Forgotten Fortress è un videogioco di azione-avventura, con ambientazione fantasy mediorientale, sviluppato da Activision e pubblicato nel 1985 per Apple II, ColecoVision, Commodore 64 e MSX.

## Modalità di gioco
Il gioco inizia su una mappa strategica, variabile a ogni partita, che mostra un insieme di castelli collegati da una rete di strade. Il giocatore controlla un esploratore che deve percorrere le strade, seguendo il percorso che preferisce, per raggiungere la sala del trono del castello finale, l'Alcazar. Ogni castello ha più uscite su strade diverse ed è necessario attraversarlo per passare da una strada all'altra. Quando l'esploratore entra in un castello inizia l'azione vera e propria.
All'interno del castello si visita una stanza alla volta, a schermata fissa e con visuale dall'alto. L'esploratore può camminare in tutte le direzioni e raccogliere eventuali oggetti, tra cui le armi. In ogni momento si può avere un oggetto in uso e fino ad altri 3 in inventario. L'arma più comune è una pistola dotata di 6 colpi non ricaricabili, le altre sono oggetti da lancio efficaci solo contro uno specifico tipo di nemico. Alcuni oggetti permettono anche di utilizzare passaggi speciali sulla mappa strategica.
I nemici che si possono incontrare, chiamati "demoni" nel manuale del gioco, sono di vario tipo e varia pericolosità: mosche e ragni giganti, tigri, oilmoeba, grifoni, guardie e geni. Inseguono il giocatore appena lo individuano, e lo feriscono al contatto; la perdita di energia è indicata da un cambio di colore del personaggio. Tracce sul pavimento e suoni possono dare indizi sulla vicinanza di un certo tipo di demone, e spesso è sufficiente evitarli. Si può perdere una vita anche precipitando nelle voragini del pavimento.
Il tipo di oggetti e di demoni che si possono trovare in un castello dipende dal suo colore, visibile anche sulla mappa strategica. Dopo che si è ucciso il primo demone di tipo forte diventa visibile anche una minimappa del castello in cui ci si trova, che mostra con colore diverso le stanze già visitate.